# Битка десет краљева
Битка десет краљева је битка на коју алудира Ригведа,   древна индијска света збирка ведских санскритских химни. Према С.С.Н. Муртију, Битка код десет краљева можда је „формирала„ главне догађаје “приче„ рата Куруксхетра, испричана у Махабхарати . 

## Историјски догађаји
Битка се одвијала током средњег или главног ригведског периода, близини реке Рави у Панџабу . Била је то битка између Пуру ведско-аријевских племенских краљевстава Бхарата, удружених са другим племенима северозападне Индије, и Трцу-Бхарата ( Пуру ) краља Суда, који је поразио друга ведска племена.
К.Ф. Гелднер у свом преводу Ригведа (1951.) сматра да су химне "очигледно засноване на основу историјског догађаја", иако су изгубљени сви детаљи осим за оно што је сачувано у химнама. Додатни детаљи су дати у расправи о овој химни од стране Х.П. Шмидт. 
Према С.С.Н. Муртију, могуће је да је Битка код десет краљева, поменута у Ригведи, можда „формирала„ главне догађаје “приче“ рата Куруксхетра, мада је у извештају Махабхарате увелико проширена и модификована. . 

## Ратоборци
- Алинас : Једно од племена које су Судаси поразили код Дасарајне, и претпостављало се да су живела североисточно од Нуристана, јер је земљу помињао кинески ходочасник Ксуанзанг .
- Ану : Неки их смештају у област Paruṣṇī ( Рави ).
- Бхригус : Вероватно је свештеничка породица потекла од древне Кави Бхригу .
- Бхаланас : Борио се против Суда у битци Дасарајна. Неки научници тврде да су Бхалане живели у подручју пролаза Болан .
- Друхиус : Неки их спајају са Гандхаријем.
- Мациа
- Парсу: Парсу су неки повезали са древним Персијанцима .
- Пур : Једна од главних племенских конфедерација у Ригведи.
- Панис : Такође је исти назив за класе демона ; касније повезан са Скитима .

## Узрок
Ситуација која је довела до битке: Турвасас и Јаксус  заједно са племеном Мациа (кажњени од риши-ја упоређујући их са гладном рибом) сзипају у савез са Бхригусом и Друхиусом .